# Wereld Esperanto-Jongeren Organisatie

Logo van TEJO

De Wereld Esperanto-Jongeren Organisatie (Esperanto: Tutmonda Esperantista Junulara Organizo, TEJO) is een jongerenorganisatie voor Esperanto-sprekers. TEJO heeft zowel individuele leden en afdelingen in een 40tal landen. De hoofdzetel is gevestigd in Rotterdam.

## Historiek
In 1938 werd Tutmonda Junular-Organizo (vertaald: Wereldwijde jongerenorganisatie) opgericht tijdens de eerste Internationaal Jongerencongres (Internacia Junulara Kongreso, IJK). Elisabeth van Veenendaal en haar echtgenoot, twee Nederlandse leerkrachten, namen het initiatief met oog op verspreiding van Esperanto. Tijdens de Tweede Wereldoorlog werd de (school)werking stopgezet, maar in 1945 hervat met de heruitgave van La Juna Vivo en de derde editie van IJK in 1947. 
In 1952 werd de organisatie herdoopt tot Tutmonda Esperantista Junulara Organizo. In 1956 werd TEJO de jongerenafdeling van de Universala Esperanto-Asocio (UEA, Wereld-Esperanto-Vereniging). In 1963 werd het tijdschrift Kontakto opgestart voor beginnende Esperantosprekers en jonge lezers. In 1966 ontstond de Pasporta Servo, een jaarlijkse publicatie met logeeradressen van Esperanto-sprekers in de hele wereld die bereid zijn Esperanto-sprekende gasten te ontvangen. In 1971 werd TEJO financieel en administratief geheel geïntegreerd in de UEA. 
Het IJK vindt jaarlijks plaats op op een andere locatie met een paar honderd deelnemers die een week samenkomen rond concerten, presentaties, excursies en ontspanning. Daarnaast organiseert TEJO jaarlijks enkele seminaries waarbij deelnemers worden opgeleid tot internationale discussie rond onderwerpen zoals mensenrechten, globalisering, taalproblemen en internet.